# BMI Film & TV Awards 1998
Die Verleihung der BMI Film & TV Awards 1998 war die dreizehnte ihrer Art. Bei der Verleihung werden immer Arbeiten des Vorjahres ausgezeichnet. In der Kategorie Most Performed Song from a Film werden die jeweiligen Songkomponisten ausgezeichnet, es kann hier also Abweichungen von den Soundtrackkomponisten geben.

## Preisträger

### BMI Film Music Award
- Air Force One von Jerry Goldsmith
- Anaconda von Randy Edelman
- Besser geht’s nicht von Hans Zimmer (Oscar-Nominierung als beste Filmmusik – Musical/Komödie 1998)
- Beavis und Butt-Head machen’s in Amerika von John Frizzell
- Con Air von Mark Mancina
- Flubber von Danny Elfman
- Good Will Hunting von Danny Elfman (Oscar-Nominierung als beste Filmmusik – Drama 1998)
- L.A. Confidential von Jerry Goldsmith (Oscar-Nominierung als beste Filmmusik – Drama 1998)
- Men in Black von Danny Elfman (Oscar-Nominierung als beste Filmmusik – Musical/Komödie 1998)
- The Saint – Der Mann ohne Namen von Graeme Revell
- Eine Hochzeit zum Verlieben von Teddy Castellucci
- Der Morgen stirbt nie von David Arnold

### Most Performed Song from a Film
- Titanic von Will Jennings, Blue Sky Rider Songs, Ensign Music Corporation und Fox Film Music Corporation (für den Song My Heart Will Go On) (Oscar als bester Song 1998)

### BMI TV Music Award
- 20/20 von Robert Israel
- Cosby von Benny Golson und Bill Cosby
- Dharma & Greg von Dennis C. Brown
- Emergency Room – Die Notaufnahme von Marty Davich
- Frasier von Bruce Miller und Darryl Phinnessee
- Friends von Allee Willis
- Just Shoot Me – Redaktion durchgeknipst von Steve Hampton
- King of the Hill von Roger Neill, John O’Connor und Lance Rubin
- Law & Order von Mike Post
- New York Cops – NYPD Blue von Mike Post und Ian Dye
- Soul Man von Isaac Hayes und David Porter
- Drew Carey Show von W. G. Snuffy Walden
- Die Simpsons von Danny Elfman
- Ein Hauch von Himmel von Marc Lichtman
- Ein Trio zum Anbeißen von Mark Vogel
- Union Square von Bruce Miller und Darryl Phinnessee
- Walker, Texas Ranger von Tirk Wilder, Chuck Norris und Kevin Kiner

### Richard Kirk Career Achievement Award
- Alan Menken